# Yalga (Boala)
Pour les articles homonymes, voir Yalga.
Yalga est une localité située dans le département de Boala de la province du Namentenga dans la région Centre-Nord au Burkina Faso. 

## Éducation et santé
Le centre de soins le plus proche de Yalga est le centre de santé et de promotion sociale (CSPS) de Boala.
Le village possède une école primaire publique.